# Kirche von Egby

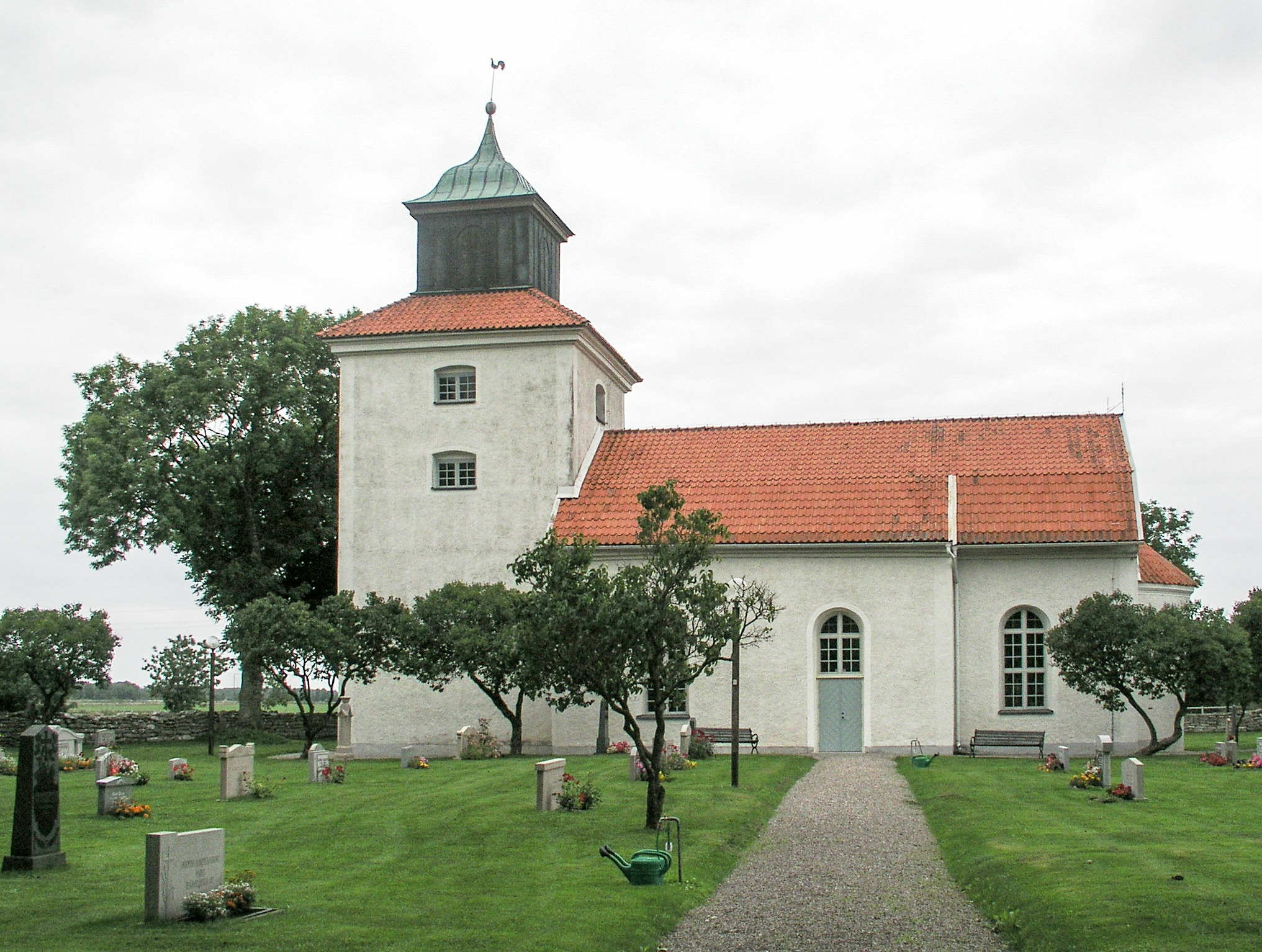
Kirche von Egby

Die Kirche von Egby (schwedisch Egby kyrka) ist eine Dorfkirche in Egby auf der schwedischen Ostseeinsel Öland.
Das kleinste Kirchengebäude Ölands stammt in seinen Ursprüngen aus dem 12. Jahrhundert. Aus dieser Zeit ist der mit schmalen Fenstern versehene Seitenchor erhalten. Auch der steinerne Altar und das Taufbecken, das christliche Motive auf dem Oberteil mit heidnischen auf dem Unterteil verbindet, werden in diesen Zeitraum datiert. 
Jünger ist die im 18. Jahrhundert entstandene, mit Malereien verzierte Kanzel. Ein Umbau der Kirche erfolgte im Jahr 1818 nach Plänen des Architekten Samuel Enander, wobei jedoch das mittelalterliche Erscheinungsbild des Gebäudes in Teilen erhalten blieb. Die Orgel wurde 1852 durch Nils und S. P. Petersson gebaut.

Kirche von Egby
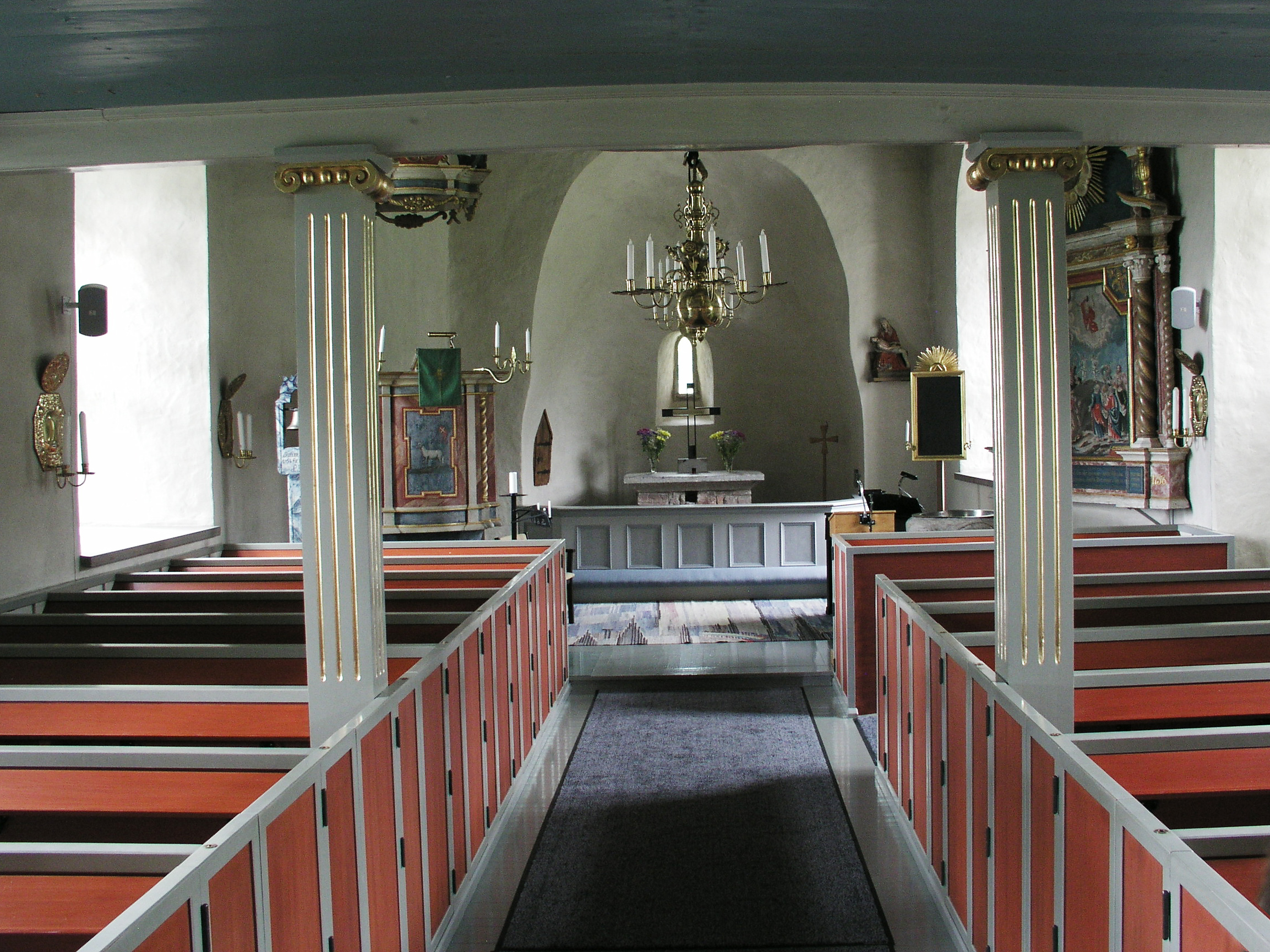
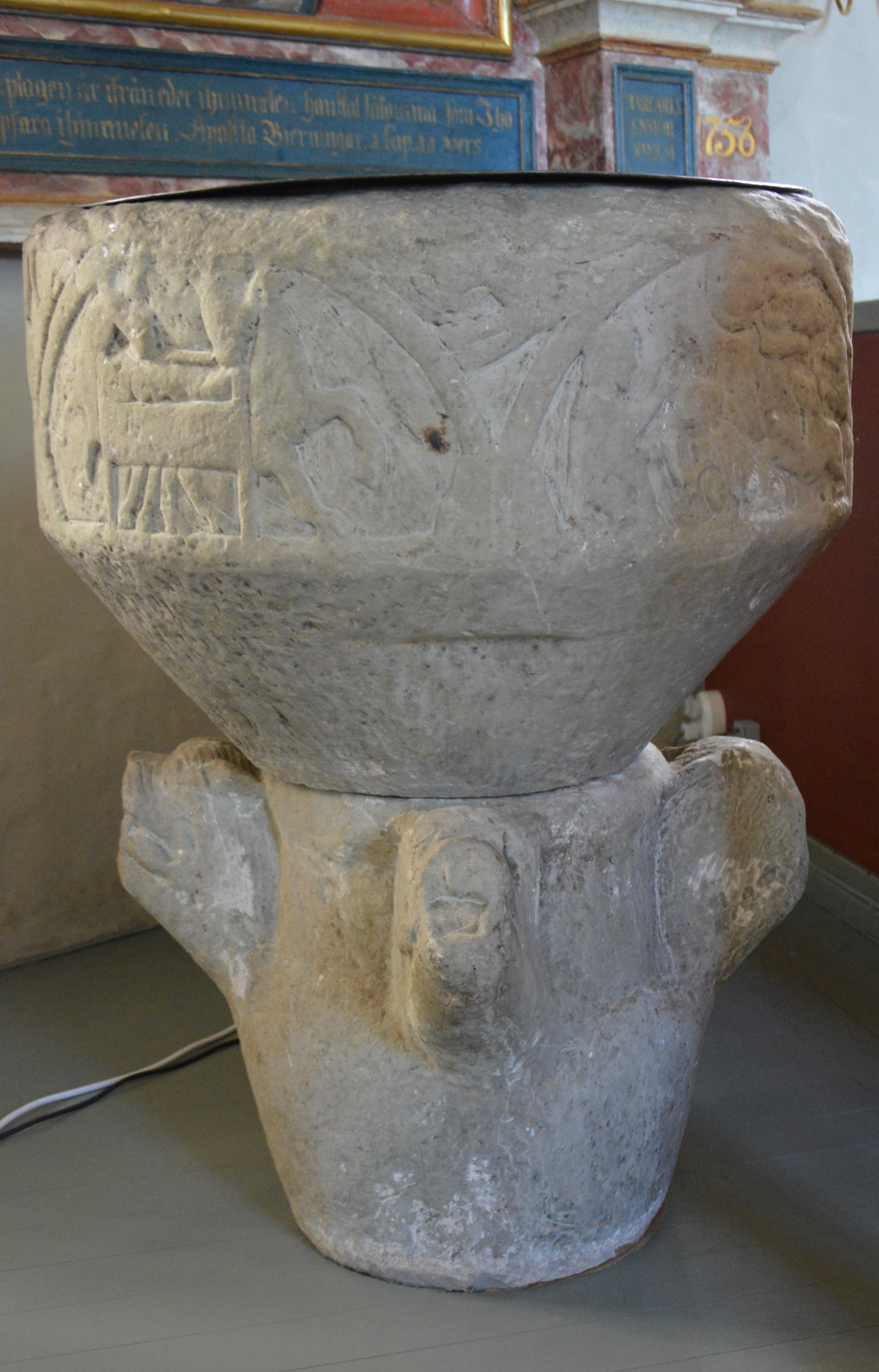
Taufbecken
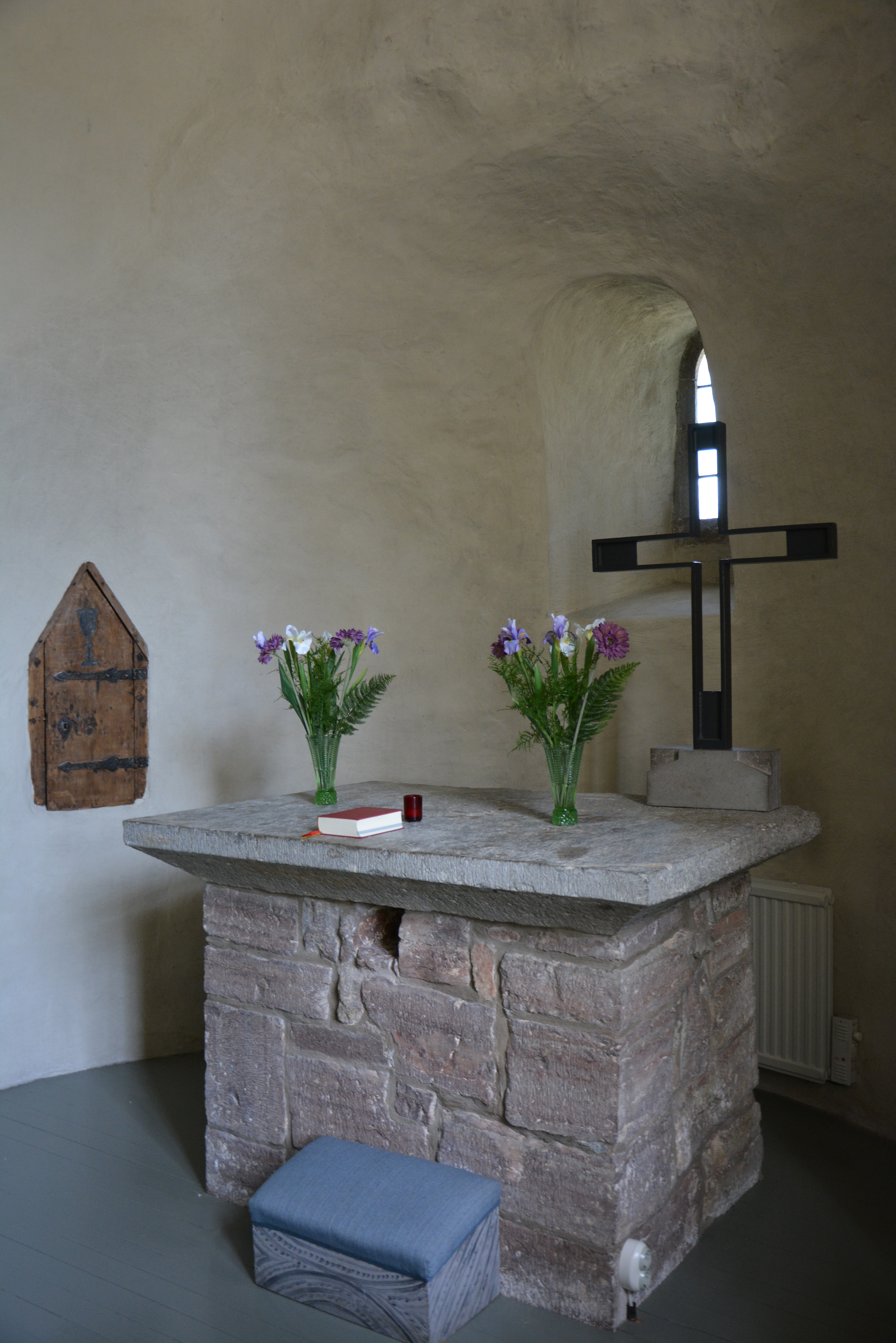
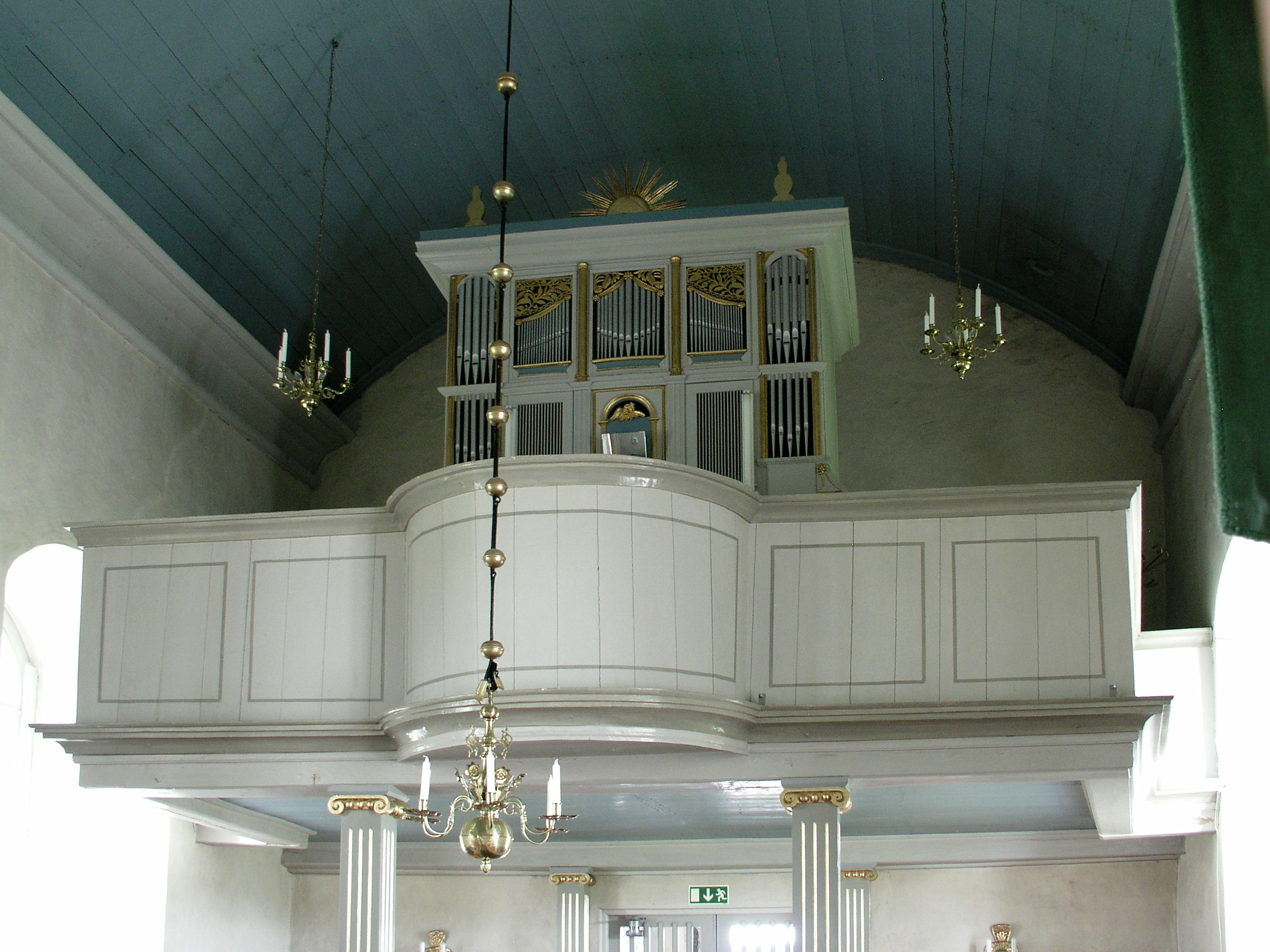